# دونالد ريد (سياسي)
دونالد ريد (بالإنجليزية: Donald Reid)‏ هو سياسي نيوزلندي، ولد في 16 يوليو 1833، وتوفي في 7 فبراير 1919. انتخب عضو مجلس النواب النيوزيلندي.